# Biblioteca Nobel
A Biblioteca Nobel - em sueco Nobelbiblioteket - é uma biblioteca da Academia Sueca, localizada no edifício da Bolsa de Estocolmo, em Estocolmo, na Suécia. 

Dispõe de um grande número obras literárias e de história da literatura, tendo como função apoiar a Academia Sueca na atribuição de prémios literários. 

A Biblioteca Nobel foi fundada em 1901 na Carlbergska huset, tendo sido transferida em 1921 para as atuais instalações na Bolsa de Estocolmo. 